# Langton Long Blandford
Langton Long Blandford est une paroisse civile et un village du Dorset, en Angleterre.